# 堀田鼎

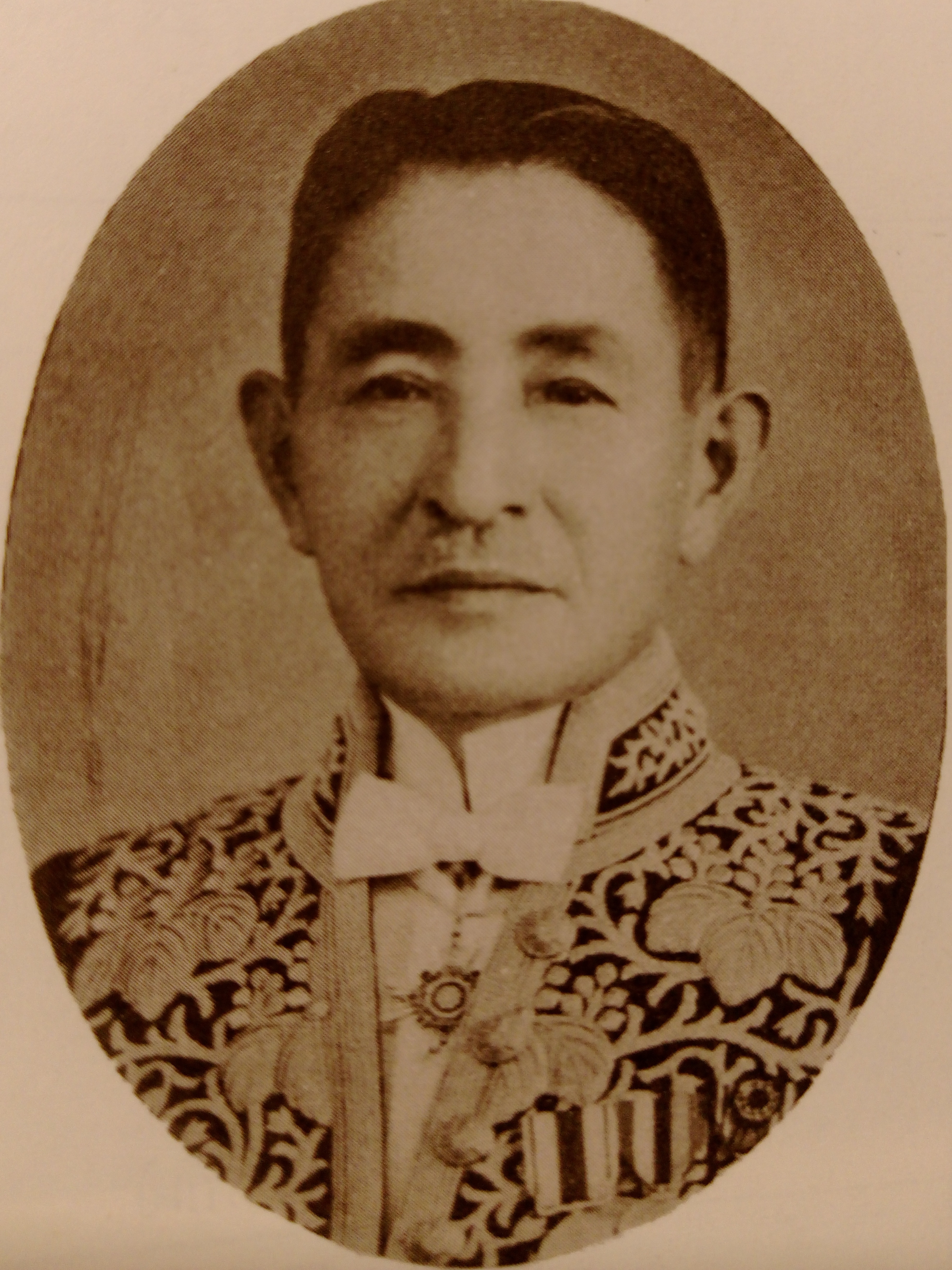
堀田鼎

堀田 鼎（ほった かなえ、1883年〈明治16年〉9月13日 - 1942年〈昭和17年〉2月24日）は、日本の内務官僚。県知事、台湾総督府交通局総長。

## 経歴
福島県安積郡河内村（河内村大字河内、逢瀬村を経て現郡山市逢瀬町河内）で堀田喜左衛門の五男として生まれる。第二高等学校を経て1908年（明治41年）東京帝国大学工科大学土木工学科を卒業。1911年（明治44年）11月、文官高等試験行政科試験に合格。1912年（大正元年）7月、東京帝国大学法科大学を卒業。同年、内務省に入り土木局属となる。
1917年（大正6年）山口県内務部土木課長に就任。以後、東京府・千葉県の各理事官などを歴任。1921年（大正10年）ジュネーヴで開催された第3回国際労働総会に政府代表随員として出席。1922年（大正11年）静岡県警察部長となる。以後、茨城県内務部長、和歌山県書記官・内務部長、愛知県書記官・内務部長などを務めた。
1928年（昭和3年）6月、滋賀県知事に就任。以後、群馬県知事、千葉県知事を歴任。1932年（昭和7年）3月、台湾総督府に転じ交通局総長となる。1936年（昭和11年）10月に辞任し退官した。墓所は多磨霊園。

## 親族
- 兄 堀田貢（内務官僚）[4]